# جيد تشونغ
جيد تشونغ هي مصارعة محترفة ومديرة (مصارعة محترفة) كندية، ولدت في 6 نوفمبر 1984 في جيلف في كندا.

## وصلات خارجية
- جيد تشونغ على موقع CageMatch worker (الإنجليزية)
- جيد تشونغ على موقع قاعدة بيانات المصارعة على الإنترنت (الإنجليزية)

- الموقع الرسمي